# La Bella Ingeborg
La Bella Ingeborg, egentligen Valborg Elisabeth Gröning men privat ofta kallad "Bojan", född i Gävle 3 april 1890, död 24 december 1970, var en svensk cirkusprinsessa, som lanserats under epitetet "Vidunderbarnet".
Valborg föddes under fattiga förhållanden, och adopterades vid fyra års ålder bort till cirkusartisterna Julia Andersson och Knut Lindberg. När hon var femton år gammal ingick hon äktenskap med en clown, Charles Bazola. De reste runt med cirkusen Fortuna & Bazola och gav cirkusuppträdanden över hela världen. Valborg blev gravid och födde en dotter, Héléne Bazola och som ett resultat av detta flyttade den unga familjen tillbaka till Gävle. Valborg arbetade som tidningsbud innan hon dog år 1970. Hon ligger begravd på kyrkogården i Gävle, i en grav samman med andra cirkusartister.